# Alkemi i konst och underhållning

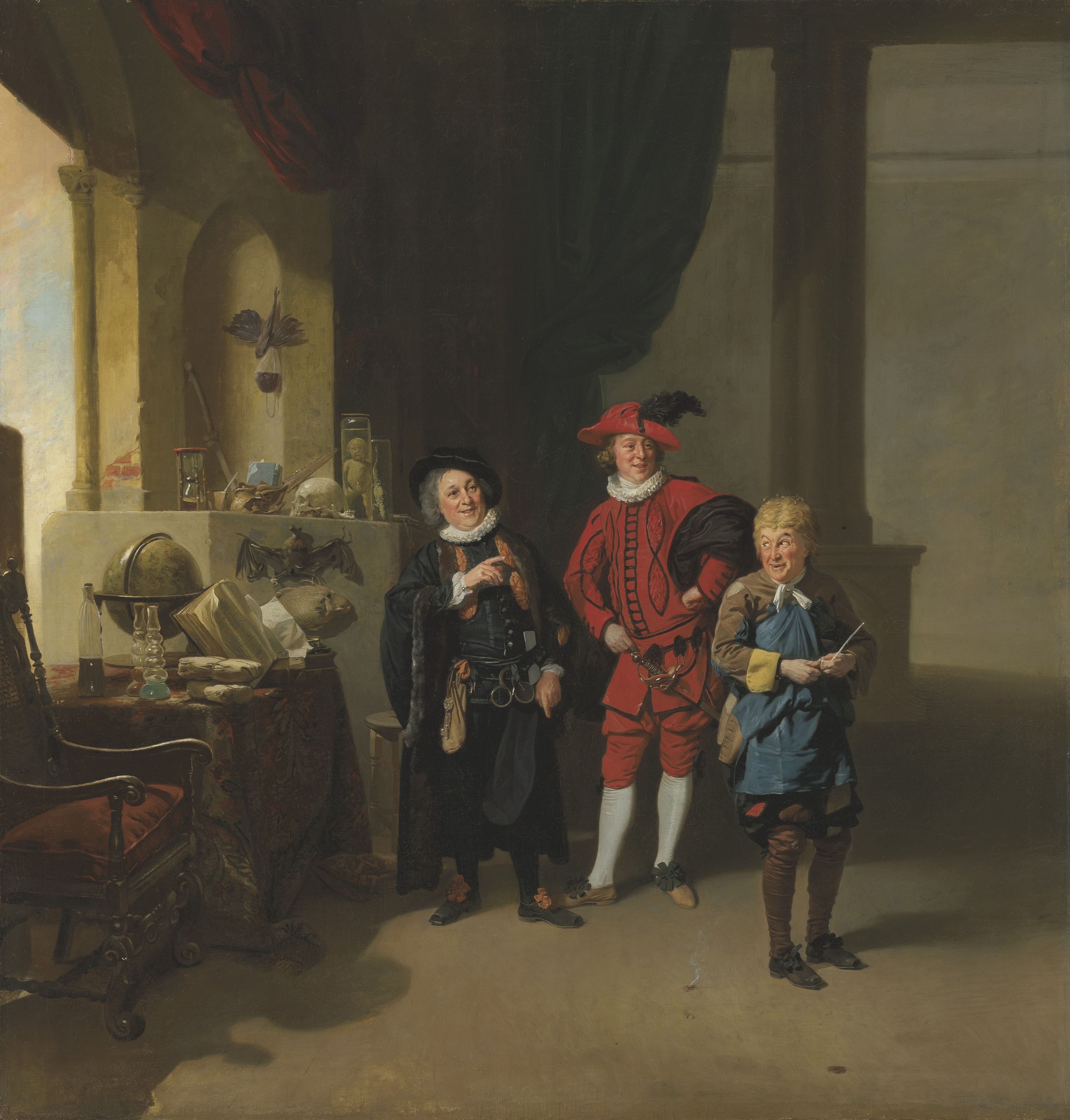
David Garrick som Abel Drugger i "The Alchemist" av Johann Zoffany.

Alkemi har ofta avbildats och gestaltats inom konst, litteratur, musik, TV, film, spel och underhållning. I den engelska litteraturen förekommer alkemi i allt från Shakespeare till moderna Fantasy-författare. 

## Musik
Alkemi är temat i flera sånger och musikstycken. Exempelvis:  
- Jorge Ben Jor, A Tábua De Esmeralda
- Manuel Freire, Pedra Filosofal (1969)
- Bruce Dickinson, The Chemical Wedding (1998)
- Dire Straits, Alchemy: Dire Straits Live
- Susumu Hirasawa, Philosopher's Propeller (2000)
- Home, The Alchemist
- Yngwie Malmsteen, Alchemy (1999)
- Marilyn Manson, Holy Wood
- Morgana Lefay, Grand Materia (2005)
- Van Morrison, The Philosopher's Stone (1998)
- Mudvayne, The End of All Things to Come
- Pink Floyd, A Saucerful of Secrets
- The Smashing Pumpkins, Machina/The Machines of God (2000)
- Thrice, The Alchemy Index

## Komedier och serier
Alkemi förekommer bland annat i följande filmer och serier:
- The Fabulous Philosopher's Stone (1955)
- Indiana Jones and the Iron Phoenix (1994)
- Fullmetal Alchemist (2003)
- Baccano! (2003)
- Buso Renkin (2003–2006)
- Animamundi: Dark Alchemist (2004)
- Fullmetal Alchemist Brotherhood (2009)
- Arcana Famiglia (2012)

## Videospel
Alkemi ingår i många fantasy-dataspel. Bland annat dessa:
- Aidyn Chronicles: The First Mage
- Atelier Iris
- Castlevania
- Chakan: The Forever Man (1992)
- Darklands (1992)
- Devil May Cry
- Dragon Quest
- The Elder Scrolls
- Everquest (1998-)
- Final Fantasy
- Fullmetal Alchemist 2: Curse of the Crimson Elixir
- Golden Sun
- GrimGrimoire
- Harry Potter och de vises sten
- Haunting Ground
- Indiana Jones and the Emperor's Tomb
- Kingdoms of Amalur: Reckoning (2012)
- Mabinogi
- Mana Khemia: Alchemists of Al-Revis
- Marvel: Avengers Alliance (2012)
- Minecraft
- Neverwinter Nights-serien
- Ragnarok Online
- RuneScape
- Secret of Evermore
- Shadow of Destiny
- Star Ocean: Till the End of Time
- The Sims 3: Övernaturligt
- Tomb Raider: The Angel of Darkness
- Tomb Raider Chronicles
- Ultima Online (1997)
- The Witcher (2007)
- World of Darkness
- World of Warcraft
- Zork Nemesis (1996)